# Секс і дзен
«Секс і дзен» (кит. 玉蒲團之偷情寶鑑, пін. Yùpútuán zhī tōuqíng bǎo jiàn, кант. Juk6pou4tyun4 zi1 tau1cing4 bou2 gaam3, англ. Sex and Zen), зустрічається також версія назви «Секс і дзен: Килим для тілесних молитов» — гонконзька еротична комедія категорії «тільки для дорослих» режисера Майкла Маку, знята на студії Golden Harvest за мотивами китайського еротичного роману XVII століття «Опівнічник Вейян, або Підстилка із плотських утіх». До 2011 року був рекордсменом зі зборів у прокаті (серед «дорослих фільмів»).

## Підготовка до зйомок і зйомки
У 1988 році в Британському Гонконгу була введена система рейтингу кінопродукції, яка вводила окрему категорію (Категорію III) для «фільмів для дорослих». В цю категорію потрапили і еротичні фільми, виробництво яких раніше було суворо обмежено. Незабаром гонконзький кіноринок заполонила низькобюджетна еротика. На хвилі зростаючого інтересу до цього жанру компанія Golden Harvest, відома в першу чергу фільмами Брюса Лі та Джекі Чана, вирішила створити дорогу костюмовану картину, яка буде демонструвати еротику іншого рівня. «Ми виходили з успіху „Імперії почуттів“ в Японії, „Еммануеля“ у Франції та „Калігули“ в США. Ми подумали, що кіно такого плану спрацює і в Гонконгу», — згадував режисер Майкл Мак. За основу сюжету був узятий один з класичних еротичних романів Китаю «Опівнічник Вейян, або Підстилка із плоті», авторство якого зазвичай приписують письменнику, драматургу, видавцеві і театрального діяча XVII століття Лі Юю. Перша екранізація цього твору була зроблена в 1986—1987 роках режисером Хо Фанем.
На зйомки картини Реймонд Чоу — засновник і директор компанії Golden Harvest — виділив 12 млн HKD. На посаду режисера був затверджений маловідомий режисер Майкл Мак, який до цього знімав лише другосортні бойовики. На головну жіночу роль режисер запросив вже відому гонконзькій публіці еротичну актрису Емі Іп, гонконзьку акторку-початківця Ізабеллу Чоу, а також японських порнозірок Рену Муракамі і Мері Аюкаву. До моменту появи в «Секс і дзен» Емі Іп вже була відома шанувальникам гонконзької еротики, в першу чергу — своїми вражаючими формами, які вона відмовлялася оголювати повністю за будь-які гроші. Ізабелла Чоу прийшла в кінематограф після невдалої участі в гонконзькому конкурсі краси, але незважаючи на ефектну зовнішність не бачила для себе абсолютно ніяких перспектив у шоу-бізнесі. Роль в «Секс і дзен» їй запропонував Джонні Мак, брат режисера, і актриса відповіла згодою, розуміючи, що це її єдиний шанс здобути популярність. Як згадував Майкл Мак, основну важкість становив пошук актора на головну чоловічу роль: далеко не кожен актор був привабливий для жіночої аудиторії, а ті, які володіли необхідними даними, не погоджувалися зніматися у фільмах категорії III. В кінцевому рахунку на головну роль був затверджений маловідомий актор Лоуренс Нг.
Готуючись до зйомок фільму, режисер провів кілька тижнів у Японії, де вивчав продукцію місцевого кіноринку. В одному з магазинів він натрапив на книгу, автор якої під однією обкладинкою зібрав фотографії всіх жінок, з якими вступав в інтимний зв'язок. Втім, на фотографіях були зображені не тіла партнерок, а їх обличчя в момент досягнення оргазму. Ці роботи вплинули на рішення режисера приділити особливу увагу міміці героїв при зйомці постільних сцен. «Я домагався тільки одного — реалістичності», — зізнається він в одному з інтерв'ю. У гонитві за реалістичністю і природністю сцени перезнімалися по кілька разів і вже на половині знімального процесу виділений бюджет був витрачений. Режисер вважав, що реалістичності можна домогтися лише тоді, коли актори відчувають себе розслаблено і невимушено, не відчувають страху і збентеження, тому багато ресурсів було витрачено на створення умов для зйомок, які створили б відчуття максимального комфорту. На фінальній стадії виробництва фільму, коли проводилося накладення звуку на відеоряд, режисер виявив, що в Гонконгу немає акторів звуку достатньої кваліфікації, здатних озвучити зітхання і стогони героїв в постільних сценах. Маку довелося відвезти стрічку в Японію, де такі фахівці були.

## Сюжет
Молодий книгар Вей Яншен готується одружитися з Сян Юй, дочкою одного з найвпливовіших людей у місті, відомого під прізвиськом «Пан Залізні Ворота». Опинившись в одному з буддійських храмів, він заводить розмову з настоятелем. Настоятель намагається прищепити молодій людині цінності буддизму і застерегти від прагнення до плотських задоволень, однак юнак тільки сміється. Після весілля і невдачі в першу шлюбну ніч, Шен поступово (у міру власних фізичних можливостей і орієнтуючись більше на популярний «секс-мануал», ніж на реальний досвід) привчає свою чисту і невинну дружину до тілесних задоволень, однак пізніше залишає її, вирушаючи у «мандрівку за новими знаннями», а реально — спокушати, кого доведеться.
Під час подорожі він випадково заводить знайомство і дружбу зі знаменитим невловимим злодієм Сай Куньлунем, а дізнавшись нарешті, хто його новий друг, вмовляє його поділитися мистецтвом непомітного проникнення до житла, щоб отримати доступ до більшої кількості жінок. Вже було погодившись, Куньлунь виявляє, що школяр володіє великими амбіціями, але дуже скромною гідністю. Сай гнівається і обіцяє навчити його мистецтву проникнення не раніше, ніж той заведе собі орган розміром з кінський. Незабаром завдяки випадку Шен знаходить «підпільного хірурга», вміє пересаджувати органи, і, трохи не залишившись в процесі повним кастратом, знаходить бажане. Переконавшись, що його не обдурили, злодій виконує обіцянку, і Вей Яншен пускається у всі тяжкі.
Тим часом, ледве покустувавша смак плотських утіх молода дружина сумує, намагається догодити себе самостійно і, зрештою, стає жертвою спокуси могутнього садівника. Догравшись до вагітності, вона тікає з дому з коханцем, проте той виявився Ван Ці, чоловіком однією із спокушених Шеном жінок, які втратили через підступи того дружину, дім і тканиноторговий бізнес. З помсти садівник продає жінку в бордель, де вона, пройшовши спеціальне навчання, незабаром отримує популярність як «повертає юність» жриця кохання.
Проходить час. Вей Яншен, розтративши через надлишок сексу здоров'я, відвідує розрекламований бордель для «омолодження». Не розгледівши спочатку обличчя повії через поганий зір, пізніше впізнає дружину за знайомою родимкою і починає лаяти й проклинати її за безчестя. У відчаї, Сян Юй тікає і кінчає з життям повішенням.
Зазнавши в житті безліч задоволень, але не черпавши з них користі, Вей Яншен повертається до монаха-наставника. У храмі він виявляє Ван Ці, який також прийшов до наставника, намагаючись знайти духовну рівновагу і позбутися від мук совісті. «Те, що ти робиш сьогодні, завтра позначиться на твоїй долі. Любов і ненависть, помста і прощення тісно вплетені в одне нескінченне кільце». У фінальній сцені Ван Ці і Вей Яншен, в минулому — два заклятих ворога, обіймаються, як брати.

## Актори і знімальна група
| Актори - Лоуренс Нг — Вей Яншен - Ло Дуень — монах - Тянь Фен — «пан Залізна Брама» - Еми Іп — Юй Сян, дружина Вей Яншена, донька «пана Залізна Брама» - Ло Лі — злодій Сай Куньлунь - Елвіс Цуй — торговець тканинами, згодом садівник Ван Ци - Марі Аюкава — дружина Ван Ци - Кент Чен — підпільний хірург Тянь Цаньцзи - Ізабель Чоу — Жуй Чжу - Рена Муракамі — Гуа Чень - Керрі Нг — пані Гу Сяньнян | Знімальна група - Студія: Golden Harvest - Продюсери: Стівен Сіу, Джонни Мак, Виргиния Лок - Режисер: Майкл Мак - Помічники режисера: Тін Хіньлам, Емі Чой - Автори сценарію: Лі Інкіт і Александр Лі, за мотивами книги Лі Юя - Художник-постановник: Реймонд Лі - Художник по костюмам: Фун Суйлинь - Композитор: Джозеф Чань - Оператор: Пітер Нгор - Монтажник: Пунь Хун |

## Прокат та критика
Незважаючи на досить обмежений прокат рейтинг "III категорія (тільки для дорослих, аналог NC-17 в американській системі рейтингів), фільм мав значний комерційний успіх як в самому Гонконзі (зібравши понад 18,4 млн гонконзьких доларів і став найбільш комерційно успішним фільмом своїй категорії за історію кінематографа Гонконгу), так і за кордоном (зібравши, зокрема, більше мільйона доларів США в італійському прокаті).
Критики зустріли фільм прихильно. Оглядач гонконзької South China Morning Post назвав картину кращою в ряду костюмованої еротики, яка була проведена в Гонконзі за три роки, що пройшли з моменту ослаблення регулювання кінематографа. Він по достоїнству оцінив тонкий гумор, а також різноманітні акробатичні трюки в постільних сценах. «„Секс і дзен“ наважується на куди менше, ніж претендує. Він став продуктом гонконзької середньокласової моралі і залишиться пам'ятником того, що вважалося „шокуючим“ наприкінці 20 століття». Американський критик Роджер Еберт зазначив, що картина хоч і не шедевр, але демонструє сюжет, мораль, хорошу кінематографію, тонкий гумор і Емі Іп, «щоб подивитися на яку мене не доведеться волочити силоміць». Кевін Томас високо оцінив роботу режисера, який, на його думку, незважаючи на всю гротескність події, не дозволив акторам скотитися в абсурд і вичавив з них максимум можливого. Американський критик Стівен Голден поставився до картини куди більш прохолодно. Він зазначив, що для тих, хто сприймає симуляцію статевого акту як реальний акт, картина буде носити наліт легкої порнографії, для всіх інших вона здасться нахабною підбіркою історій про сексуальну одержимість.

## Після прокату
Успіх фільму викликав хвилю інтересу до костюмованої еротики: за фільмом послідували два псевдо-сиквела (успадкували його прокатну назву, але зняті з віддалених мотивів зовсім інших першоджерел — легенди про Лян Шаньбо і Чжу Інтай і мінську драму Yu tan chun(кит.)), а також ряд костюмованих еротичних комедій («Китайська історія тортур» (1994), «Секс і імператор» (1995) та ін.). Роль у фільмі зробила «іконою жанру» актрису Емі Іп. У той же час, виконавець головної ролі Лоуренс Нг згодом зізнавався, що відчував себе дуже незручно, починаючи з прочитання сценарію (не відмовившись від зйомок лише за необхідності виплатити в цьому випадку велику неустойку), після зйомок (збираючись одружуватися і завести власний невеликий бізнес), і досі відчуває роздратування від того, що багато хто досі пам'ятають його за «порноролі», ніж по більш серйозних ролей, наприклад, головній ролі нейрохірурга Пола Чаня в успішному медичному телесеріалі «Цілющі руки».